# Пчельник (Челябінська область)
Пчельник (рос. Пчельник) — хутір у Пластовському районі Челябінської області Російської Федерації.
Входить до складу муніципального утворення Пластовське міське поселення. Населення становить 39 осіб (2017).

## Історія
Від 2004 року належить до Пластовського району Челябінської області.
Згідно із законом від 13 вересня 2004 року органом місцевого самоврядування є Пластовське міське поселення.

## Населення
| 2002 | 2009 | 2010 | 2011 | 2012 | 2013 | 2014 |
| ---- | ---- | ---- | ---- | ---- | ---- | ---- |
| 45   | ↘2   | ↗34  | ↘33  | →33  | →33  | ↘32  |
| 2015 | 2016 | 2017 |      |      |      |      |
| ↗36  | ↗40  | ↘39  |      |      |      |      |